# Azing Griever
Azing Griever (Noordbroek, 21 juli 1945) is een voormalig Nederlands voetballer en voetbaltrainer. Tijdens zijn loopbaan verdedigde hij het doel van achtereenvolgens GVAV, sc Heerenveen en FC Groningen. Tot 2011 was hij technisch directeur en hoofdtrainer van FC Emmen.

## Loopbaan
Griever groeide op in Noordbroek, waar zijn ouders een café bezaten. In 1964 werd hij ingelijfd door GVAV. Bij de Groningse vereniging werd hij tweede doelman achter Tonny van Leeuwen. Hij speelde 15 officiële wedstrijden voor GVAV. In 1970 dreigde Griever door een slepende voetblessure blijvend invalide te worden, waarna hij bij GVAV op een zijspoor raakte. Hij verliet de club en sloot zich als amateur aan bij sc Heerenveen, waar hij zijn blessureleed weer te boven kwam. Aanvankelijk was Griever tweede keus in het doel achter Bertus Vrind, maar aan het begin van seizoen 1971/72 veroverde hij een vaste basisplaats. In seizoen 1973/74 was hij de minst gepasseerde keeper in het Nederlandse profvoetbal, waarmee hij de Tonny van Leeuwen-trofee won. Hij speelde 151 officiële wedstrijden voor de dorpelingen.
Op 8 september 1974 vond een opmerkelijk voorval plaats in een uitwedstrijd van sc Heerenveen tegen SC Veendam. Een uittrap van Griever belandde in de 37e minuut in het doel achter zijn Veendam-collega Jochem Lökken. "Ik zou graag zeggen dat ik Lökken verkeerd opgesteld zag staan. Het was echter volkomen toeval dat de bal er in ging", verklaarde Griever na de wedstrijd.Een aantal weken later werd voor een foto over twee pagina's in de Panorama het doelpunt in een leeg stadion De Langeleegte met twee doelmannen nagespeeld. Lökken had geen zin om tegenover Griever te gaan staan, zijn plaats werd ingenomen door Veendam-verdediger Johan Derksen. 
In 1975 tekende Griever een contract bij FC Groningen. Ook namens deze club wist hij te scoren, hij benutte in zijn 200 officiële duels drie strafschoppen. In het seizoen 1979/80 won hij voor de tweede keer de Tonny van Leeuwen-trofee als minst gepasseerde doelverdediger. Tevens werd zijn ploeg kampioen van de Eerste divisie. In de Eredivisie was Griever door gescheurde kruisbanden langdurig uitgeschakeld. Hij verloor zijn plek in het doel aan Johan Tukker, waarna hij zijn actieve loopbaan aan het einde van het seizoen 1980/81 beëindigde.
Griever maakte in 1984 zijn debuut als trainer. Hij was tot 1989 coach van amateurclub CVV Germanicus uit Coevorden en vervolgens tot 1991 van Hoogeveen. In januari 1992 trad hij als technisch directeur in dienst van Heracles. Nadat Ab Gritter in januari 1993 als trainer werd ontslagen bij Heracles, nam Griever deze functie over. In maart 1995 werd hij op staande voet ontslagen. Hij was van 1995 tot oktober 1998 coach van FC Emmen, waar hij na een 'langlopend conflict' met de spelersgroep werd ontslagen. Ruim een maand later werd hij trainer van Veendam, waarmee hij in augustus 1999 zijn oude club Emmen in de poulefase van de KNVB beker versloeg. Aan het eind van seizoen 1999/00 werd zijn contract niet verlengd en besloot hij de voetbalwereld voorlopig te verlaten. Van 2003 tot 2006 was hij op verzoek van de KNVB verbonden aan het Arubaans voetbalelftal. Aanvankelijk gaf hij een trainerscursus op Aruba en vanaf 2004 was hij bondscoach en technisch directeur van het nationale team.
Sinds 18 december 2009 is Griever technisch directeur van FC Emmen, echter op 2 augustus werd bekend dat hij na het vertrek van Harry Sinkgraven als hoofdtrainer van Emmen de taken van laatstgenoemde overneemt.
Tijdens zijn voetballoopbaan had Griever een sigarenzaak aan de Paterswoldseweg in Groningen. Inmiddels is Griever met pensioen.